# シボレー・スピン
スピン (SPIN)は、GMが製造、シボレーブランドで販売している自動車である。

## 概要
2012年6月28日、ブラジルにて発表された
。設計・開発は全面的にサンパウロ州サン・カエターノ・ド・スルのGM・ド・ブラジルのR&Dセンターにて行われた。スピンはラテンアメリカのみならず南アフリカ共和国やアジア市場にも投入される予定である。生産はまずサン・カエターノ・ド・スル工場で行われ、2013年初めにはインドネシア西ジャワ州のブカシ工場でも開始される。
スピンはオペル由来で旧態化したメリーバとザフィーラの後継となる車種であり、サイズは両者の中間となる。ベースになっているのはGMガンマⅡプラットフォームを使用するコバルトセダンであり、全幅とホイールベースはコバルトと同一である。多くのシボレー車と同様に、外観はスプリットグリルを備え、内装はデュアルコクピットデザインが採用されている。
グレードは5人乗りのLTと7人乗りのLTZの2つが設定される。積載量は7人乗りで162L、5人乗りでは710Lとなり、さらに中央のシートを倒した場合には1,668Lが確保される。
搭載されるエンジンは1.8L SOHC 8v Econo.Flexで、エタノール走行時で108ps、ガソリン走行時で106psを発揮する。トランスミッションは両グレードともF17 5速MTおよびGF6(6T40) 6速ATが設定される。
装備面では、LTにはエアコン、パワーステアリング、ABS、EBD、デュアルエアバッグ、パワーロック、パワーウインドウ、運転席とステアリングホイールのハイトアジャスターなどが標準で、アルミホイール、Bluetooth付きラジオ/CD/MP3プレーヤー、クルーズコントロールがオプションで装備される。LTZにはさらにルーフラックと統合された3列目シート、トリップコンピューター、パーキングセンサーとステアリングホイールコントロールが標準で、自動スピードコントロールがオプションで装備される。これらに加え、ボディ同色サイドモールディング、カーペット、バンパープロテクター、7インチDVDスクリーン、リアヘッドレストなどもオプションで用意される。

## 車名
「SPIN (スピン)」は、英語で「紡ぐ」という意味である。